# Ye Chong
Ye Chong (en chino: 叶冲; Shanghái, 29 de noviembre de 1969) es un deportista chino que compitió en esgrima, especialista en la modalidad de florete.
Participó en Juegos Olímpicos de Verano, entre los años 1988 y 2004, obteniendo en total dos medallas de plata en la prueba por equipos, en Sídney 2000 (junto con Dong Zhaozhi y Wang Haibin) y en Atenas 2004 (con Dong Zhaozhi, Wang Haibin y Wu Hanxiong).
Ganó tres medallas en el Campeonato Mundial de Esgrima entre los años 1944 y 2003.

## Palmarés internacional
| Juegos Olímpicos   | Juegos Olímpicos     | Juegos Olímpicos  | Juegos Olímpicos    |
| Año                | Lugar                | Medalla           | Prueba              |
| ------------------ | -------------------- | ----------------- | ------------------- |
| 2000               | Sídney (Australia)   | Medalla de plata  | Florete por equipos |
| 2004               | Atenas (Grecia)      | Medalla de plata  | Florete por equipos |
| Campeonato Mundial |                      |                   |                     |
| Año                | Lugar                | Medalla           | Prueba              |
| 1994               | Atenas (Grecia)      | Medalla de bronce | Florete por equipos |
| 1999               | Seúl (Corea del Sur) | Medalla de plata  | Florete por equipos |
| 2003               | La Habana (Cuba)     | Medalla de plata  | Florete por equipos |